# Kunle Afolayan

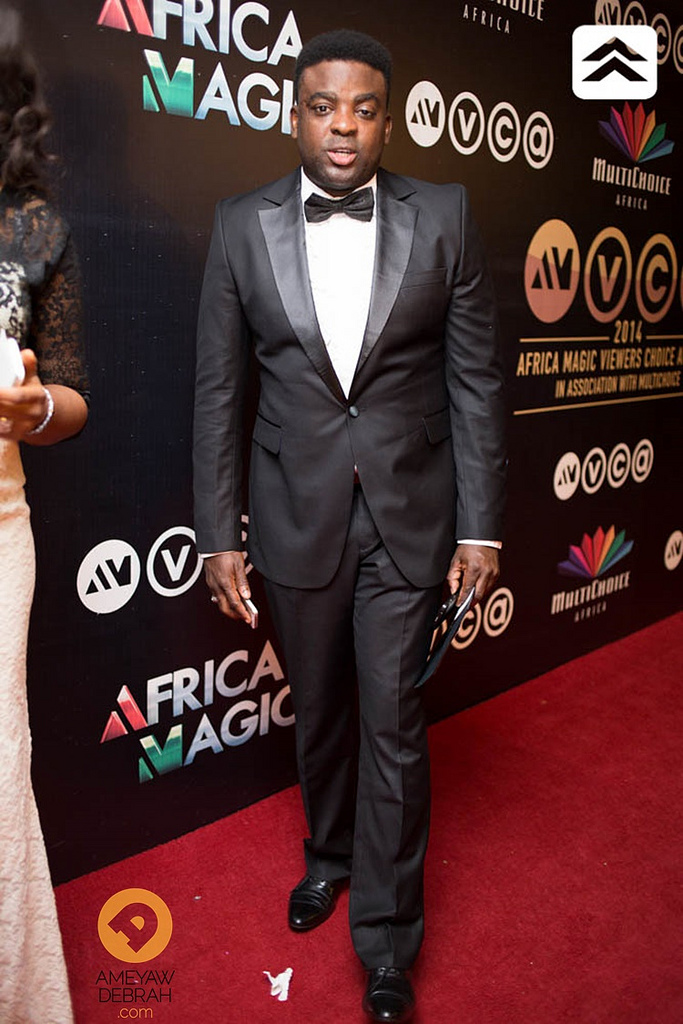
Kunle Afolayan

Kunle Afolayan (geb. 30. September 1974 in Lagos) ist ein nigerianischer Filmregisseur und Schauspieler. Er zählt zu den wichtigsten Vertretern von New Nollywood, einer jungen Bewegung des nigerianischen Kinos.

## Leben
Afolayan ist aus einer Yoruba-Familie. Sein Vater ist der bekannte Filmregisseur Adeyemi Afolayan (auch Ade Love), der in den 1970er Jahren mehrere Kassenerfolge drehte.
Afolayan arbeitete in einer Bank, bevor er 2005 ins Filmgeschäft wechselte, zunächst als Schauspieler. Afolayan wollte seine Filme in Kinos statt direkt auf DVDs veröffentlicht sehen. Bereits sein Regiedebüt Irapada war ein kommerzieller Erfolg und gewann zahlreiche African Movie Academy Awards. Der Folgefilm The Figurine – Araromire wurde 2009 zum bis dahin kommerziell erfolgreichsten Film in Nigeria und gewann zahlreiche African Movie Academy Awards.
Afolayan wurde zum Aushängeschild des New Nollywood. Die New York Times bezeichnete ihn in der Schlagzeile eines Artikels über ihn 2012 als „Scorsese in Lagos“.

## Filmografie
- 2006: Irapada
- 2009: The Figurine – Araromire
- 2012: Phone Swap
- 2014: October 1
- 2016: The CEO
- 2017: The Bridge
- 2020: Vorladung (Citation)